# Lobby Way
Lobby Way è un singolo del rapper italiano Rosa Chemical pubblicato il 17 aprile 2020, secondo estratto dal primo album in studio Forever.

## Tracce
Testi e musiche di Manuel Franco Rocati, Oscar Inglese, Vincenzo Di Bacco.
1. Lobby Way – 2:51

## Classifiche
| Classifica (2020) | Posizione massima |
| ----------------- | ----------------- |
| Italia            | 87                |